# Miguel Montero
Pour les articles homonymes, voir Montero (homonymie).
Miguel Angel Montero (né le 9 juillet 1983 à Caracas, Venezuela) est un receveur des Nationals de Washington de la Ligue majeure de baseball.
Il compte des sélections au match des étoiles en 2011 et 2014 comme joueur des Diamondbacks de l'Arizona, pour qui il évolue de 2006 à 2014. De 2015 à 2017, il joue pour les Cubs de Chicago et est membre de l'équipe championne de la Série mondiale 2016.

## Carrière

### Diamondbacks de l'Arizona

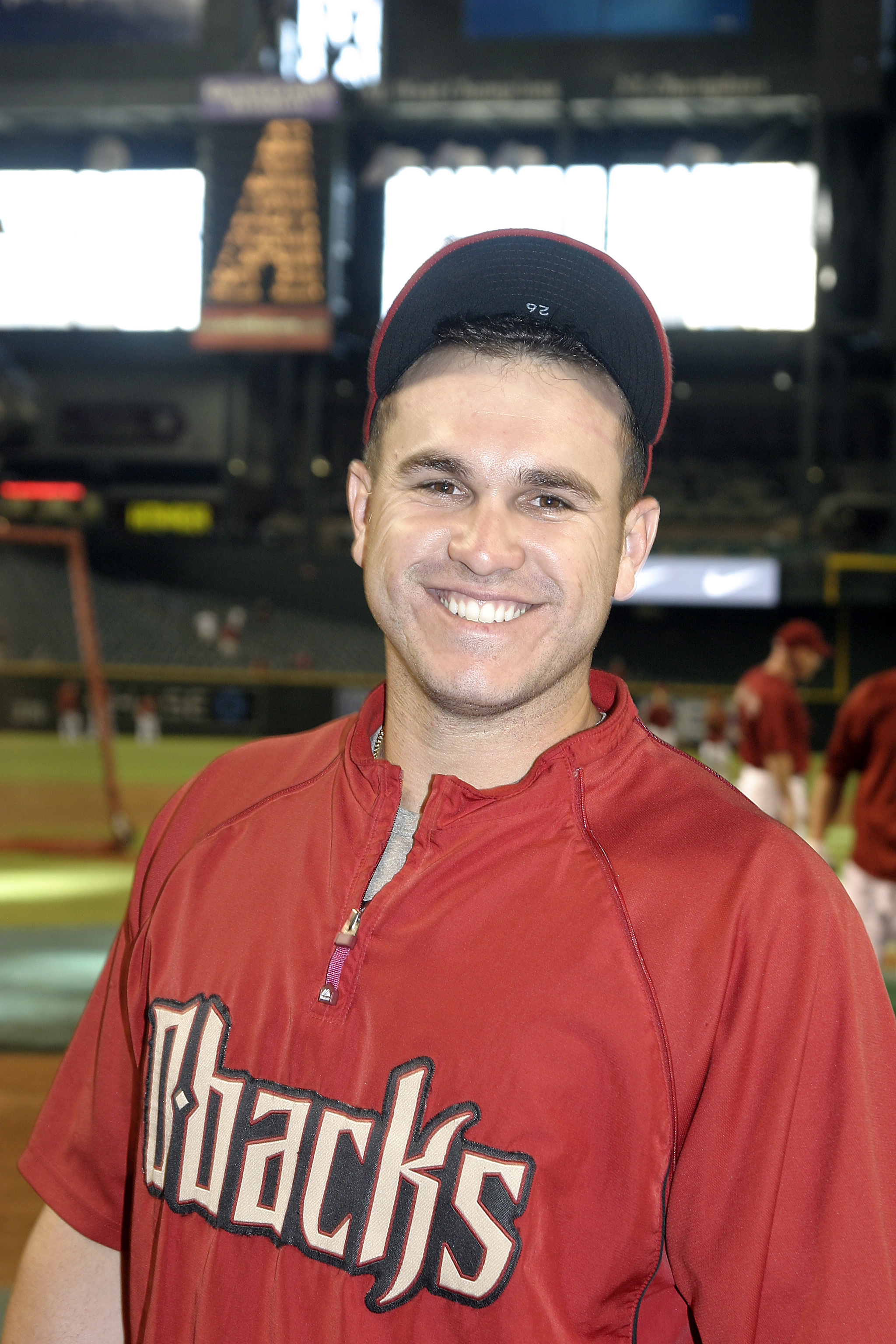
Miguel Montero en 2010 avec les Diamondbacks de l'Arizona.

Miguel Montero, un athlète vénézuélien qui frappe de la gauche et lance de la droite, signe son premier contrat professionnel en 2001 avec les Diamondbacks de l'Arizona.
C'est avec cette équipe qu'il fait ses débuts dans les majeures le 6 septembre 2006. En six parties jouées en fin de saison, il frappe quatre coups sûrs en seize apparitions au bâton pour une moyenne de ,250. Il totalise de plus trois points produits. Blanchi à l'offensive dans ses trois premiers matchs, il connaît une soirée de 3-en-4 le 25 septembre à San Francisco, où il réussit son premier coup sûr en carrière face au lanceur des Giants Jason Schmidt.
En 2007, Montero ne frappe que pour ,224 avec les Diamondbacks. Il réussit par contre dix coups de circuit et produit 37 points en 84 matchs. Le 14 avril, contre LaTroy Hawkins des Rockies du Colorado, il claque sa première longue balle dans les majeures. Il dispute quelques parties de séries éliminatoires et frappe pour ,400 en Série de championnat de la Ligue nationale face à Colorado.
Après une saison de 2008 où il affiche des statistiques offensives modestes (moyenne de ,255 avec cinq circuits et 18 points produits en 70 parties), Montero devient le receveur de confiance des Diamondbacks au cours de la saison 2009, supplantant finalement son coéquipier Chris Snyder.  Disputant 128 matchs, il hausse sa moyenne au bâton à ,294 et atteint des sommets personnels de 16 circuits et 59 points produits.

#### Saison 2011
Il affiche en 2011 une moyenne au bâton de ,282 avec de nouveaux sommets en carrière de 18 coups de circuit et 86 points produits en 140 matchs, aidant les D-Backs à remporter le titre de la division Ouest de la Ligue nationale. Il maintient une moyenne de ,300 avec 2 points produits en première ronde des séries éliminatoires, où Arizona est éliminé par Milwaukee. À la mi-saison, il est pour la première fois invité au match des étoiles.

#### Saison 2012
Montero réplique en 2012 ses succès de l'année précédente avec des statistiques à peu près similaires : en 141 matchs joués, il frappe pour ,286 avec 15 circuits, 88 points produits et exactement le même nombre de coups sûrs (139). Avec 25 doubles, moins que ses 36 de l'année d'avant, sa moyenne de puissance chute de ,469 à ,438 mais en revanche il fait passer sa moyenne de présence sur les buts de ,351 à ,391.

#### Saison 2013
En 2013, Montero connaît une année plus difficile alors qu'il est limité à 11 circuits, 42 points produits et une moyenne au bâton de ,230 en 116 parties joués. Sa moyenne de présence sur les buts de ,318 est sa plus faible en carrière, tout comme sa moyenne de puissance, qui tombe à ,344. Durant la saison, Montero critique publiquement la jeune sensation des Dodgers de Los Angeles, Yasiel Puig. Il affirme que le joueur de 22 ans fait des «choses stupides», le qualifie d'«immature» et sous-entend qu'il ne respecte pas ses adversaires. Diamondbacks et Dodgers sont impliqués dans quelques matchs mouvementés, marqués par des bagarres, cet été-là. En juillet, Puig entre violemment en collision avec le receveur Montero sur un retrait facile au marbre : Montero fait alors un geste du doigt vers son adversaire, comparé à celui de l'ancien joueur de basket-ball Dikembe Mutombo, lui signifiant de ne plus agir de la sorte.

#### Saison 2014
Montero reçoit une seconde sélection au match des étoiles en 2014 alors qu'il est invité pour remplacer le receveur Yadier Molina des Cardinals de Saint-Louis, qui est blessé.

### Cubs de Chicago

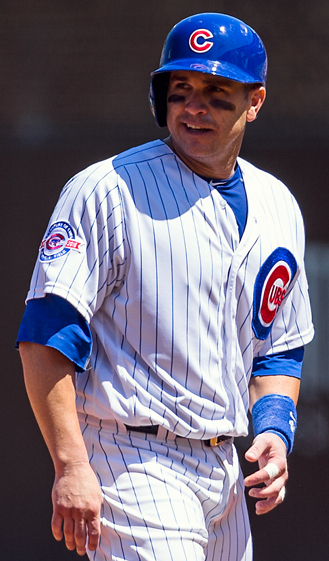
Miguel Montero en juillet 2016 avec les Cubs de Chicago.

Montero est échangé aux Cubs de Chicago le 9 décembre 2014 contre les lanceurs droitiers des ligues mineures Jeferson Mejia et Zack Godley.
Il fait partie de l'équipe des Cubs championne de la Série mondiale 2016. Partageant le travail avec le vétéran David Ross au poste de receveur durant les séries éliminatoires, il joue dans 9 matchs, dont 4 en finale. Le 15 octobre 2016, lors du premier match de la Série de championnat de la Ligue nationale face aux Dodgers de Los Angeles, il mène les Cubs vers une victoire de 8-4 grâce à un grand chelem en 8e manche aux dépens de Joe Blanton. 
Montero est exclu des Cubs après avoir critiqué son coéquipier Jake Arrieta après le match du 27 juin 2017, au cours duquel les Nationals de Washington réussissent 7 buts volés en seulement 4 manches lancées par Arrieta. Les commentaires mènent à un transfert vers un autre club quelques jours plus tard.

### Blue Jays de Toronto
Le 3 juillet 2017, les Cubs de Chicago échangent Miguel Montero aux Blue Jays de Toronto pour un joueur à être nommé plus tard ou une compensation financière.